# Deutsche Cadre-47/2-Meisterschaft 1952/53

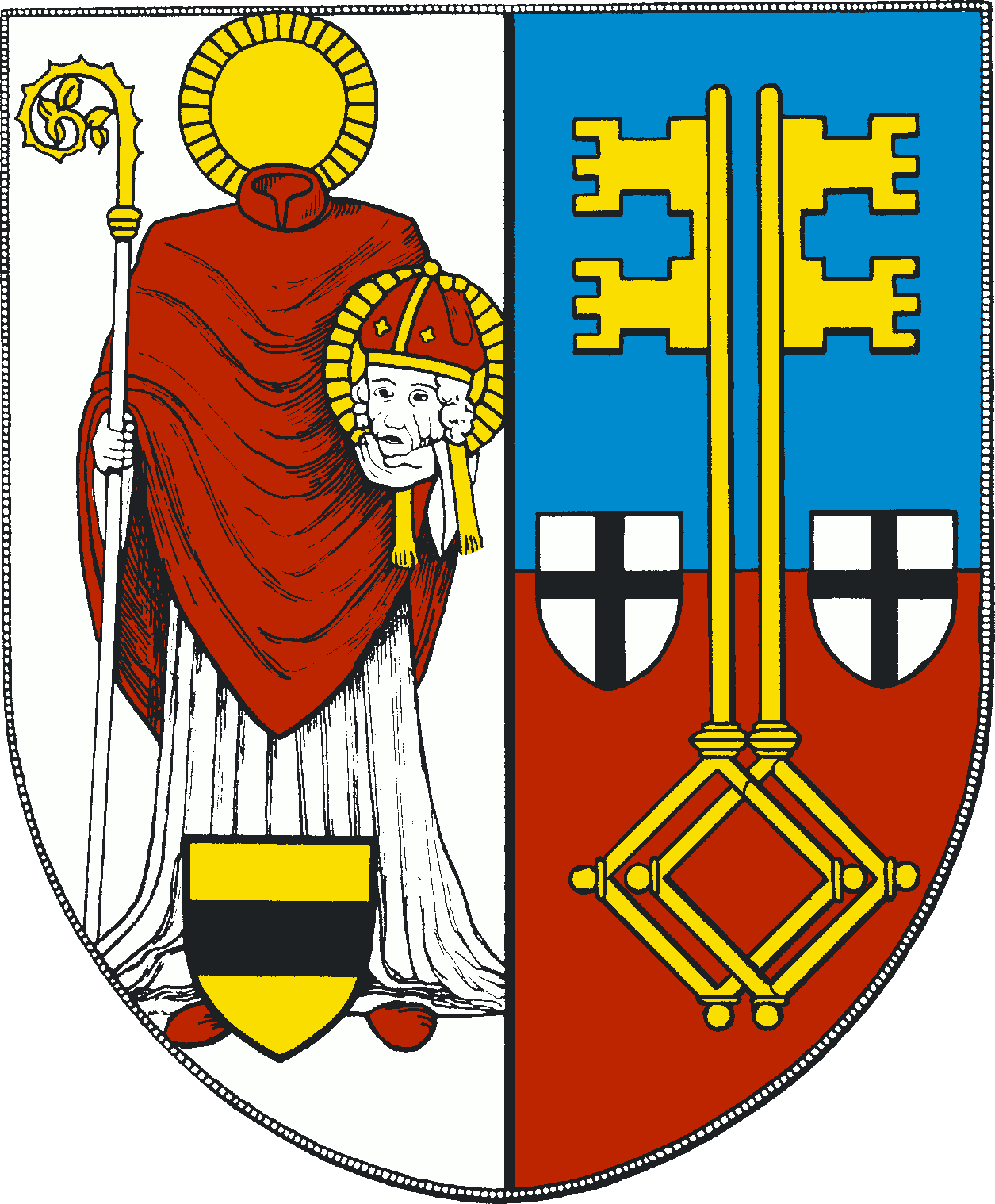
Veranstaltungsort: Krefeld

Die Deutsche Cadre-47/2-Meisterschaft 1952/53 war eine Billard-Turnierserie und fand vom 3. bis zum 7. Dezember 1952 in Krefeld zum 30. Mal statt.

## Geschichte
Der Frankfurter Walter Lütgehetmann befand sich in der Form seines Lebens. Nach dem Gewinn der Cadre 71/2-Europameisterschaft im Februar 1952 gewann er erneut die Deutsche Meisterschaft im Cadre 47/2. Vier Wochen später wurde er auch Europameister in dieser Disziplin des Billardsports. Bei seinem Sieg in Krefeld verbesserte er auch seinen deutschen Rekord im Generaldurchschnitt (GD) auf 37,16 (Rekorde zählten damals nur ohne Stichpartien). Durch eine 304:400-Niederlage in 13 Aufnahmen gegen den Essener Ernst Rudolph musste Lütgehetmann bei dieser Meisterschaft seinen Titel wieder durch Stichpartien erringen. Dies gelang ihm durch zwei klare Siege. Auch der Zweitplatzierte August Tiedtke spielte sein bestes Turnier im Cadre 47/2. Starker Dritter wurde Ernst Rudolph.

## Turniermodus
Das ganze Turnier wurde im Round-Robin-System bis 400 Punkte mit Nachstoß gespielt. Bei MP-Gleichstand wurde in folgender Reihenfolge gewertet, außer es ging um den Titel, dann wurden eine oder mehrere Stichpartien gespielt.
1. MP = Matchpunkte
2. GD = Generaldurchschnitt
3. HS = Höchstserie

## Abschlusstabelle
| MP    | Match Points (Sieger = 2; Unentschieden = 1; Verlierer = 0) |
| Pkte. | Erzielte Karambolagen                                       |
| Aufn. | Benötigte Versuche                                          |
| GD    | Generaldurchschnitt                                         |
| BED   | Bester Einzeldurchschnitt eines Spielers                    |
| HS    | Höchstserie                                                 |
|       | Bester GD des Turniers                                      |
|       | Bester ED des Turniers                                      |
|       | Beste HS des Turniers                                       |
|       | 1. Platz (Gold)                                             |
|       | 2. Platz (Silber)                                           |
|       | 3. Platz (Bronze)                                           |

| Klassement vor den Stichpartien              | Klassement vor den Stichpartien      | Klassement vor den Stichpartien | Klassement vor den Stichpartien | Klassement vor den Stichpartien | Klassement vor den Stichpartien | Klassement vor den Stichpartien | Klassement vor den Stichpartien |
| Platz                                        | Name                                 | MP                              | Pkte.                           | Aufn.                           | GD                              | BED                             | HS                              |
| -------------------------------------------- | ------------------------------------ | ------------------------------- | ------------------------------- | ------------------------------- | ------------------------------- | ------------------------------- | ------------------------------- |
| 1                                            | Walter Lütgehetmann (Frankfurt/Main) | 10:2                            | 2304                            | 62                              | 37,16                           | 50,00                           | 223                             |
| 2                                            | August Tiedtke (Düsseldorf)          | 10:2                            | 2349                            | 97                              | 24,21                           | 30,76                           | 206                             |
| 3                                            | Ernst Rudolph (Essen)                | 10:2                            | 2352                            | 101                             | 23,28                           | 30,76                           | 183                             |
| 4                                            | Josef Bolz (Köln)                    | 6:6                             | 1633                            | 132                             | 12,37                           | 17,39                           | 74                              |
| 5                                            | Siegfried Spielmann (Düsseldorf)     | 4:8                             | 1708                            | 125                             | 13,66                           | 22,22                           | 142                             |
| 6                                            | Erich Heinrichs (Köln)               | 2:10                            | 1130                            | 125                             | 9,04                            | 10,00                           | 49                              |
| 7                                            | Norbert Witte (Essen)                | 0:12                            | 1114                            | 120                             | 9,28                            | –                               | 93                              |
| Turnierdurchschnitt: 16,52                   |                                      |                                 |                                 |                                 |                                 |                                 |                                 |
| –                                            | Stichpartien                         |                                 |                                 |                                 |                                 |                                 |                                 |
| –                                            | Walter Lütgehetmann (Frankfurt/Main) | 4:0                             | 800                             | 16                              | 50,00                           | 57,14                           | 191                             |
| –                                            | August Tiedtke (Düsseldorf)          | 2:2                             | 638                             | 14                              | 45,57                           | 57,14                           | 210                             |
| –                                            | Ernst Rudolph (Essen)                | 0:4                             | 504                             | 16                              | 31,50                           | –                               | 157                             |
| –                                            | nach Stichpartien                    |                                 |                                 |                                 |                                 |                                 |                                 |
| 1                                            | Walter Lütgehetmann (Frankfurt/Main) | 14:2                            | 3104                            | 78                              | 39,79                           | 57,14                           | 223                             |
| 2                                            | August Tiedtke (Düsseldorf)          | 12:4                            | 2987                            | 111                             | 26,90                           | 57,14                           | 210                             |
| 3                                            | Ernst Rudolph (Essen)                | 10:6                            | 2856                            | 117                             | 24,41                           | 30,76                           | 96                              |
| Turnierdurchschnitt: 17,98 (mit Stichpartie) |                                      |                                 |                                 |                                 |                                 |                                 |                                 |